# SATORI (日本のバンド)
SATORIは、2010年に結成された日本のバンドである。

## 概要
2010年
- 9月に元solarisの『ハノトモ』『ゆっこ（現：YKO）』とProf.Moriarty&Smiley-Toddのベーシスト『ちゃん６（ろく）』 によって結成。

2011年
- 4月に京都METROにてデビューライブを行う。

2012年
- 3月にサポートギタリスト『まーしー』が加入。

2013年
- 3月にファーストアルバム『Yeah!Yeah!Yeah!』が発売。同時に"SATORIのYeah!Yeah!Yeah!ツアー"（東京・名古屋・京都）を開催。

2014年
- 6月にサポートドラマー『内藤ちゃん』が加入。それまでドラマーであった『ゆっこ』がボーカル＆パーカションにチェンジする。

2014年
- 10月にセカンドアルバム『RHYTHM OF THE NIGHT WAVES.』が発売。同時にサポートメンバーだった『まーしー』『内藤ちゃん』が正式メンバーとなる。『ゆっこ』が『YKO』の表記となる。

2014年
- 10〜12月にかけて、ツアー2014 "RHYTHM OF THE NIGHT WAVES." （仙台・東京・名古屋・京都・大阪・福岡）を開催。

2015年
- 8月に初のシングル『トゥー・マッチ・ラブ・ウィル・キル・ユー！』が発売。

2016年
- 3月に初の配信シングル『愛しのゾンビ〜ナ。』が発売。

## メンバー
- ハノトモ

ボーカル・キーボードを担当。
- YKO（ゆっこ）

ボーカル・パーカッションを担当。
- ちゃん６（ろく）

ベースを担当。
- まーしー

ギターを担当。
- 内藤ちゃん

ドラムを担当。

## ディスコグラフィー

### 自主制作
- 『トーストにビーフ スパイスにチーズ』(2011年6月)

　1. トーストにビーフ スパイスにチーズ

　2. ギミユラ

　3. 君にだけ聴かせるハートビート

- 『ゆびきりソング』(2012年11月)

　1. ゆびきりソング

　　 ライブ会場限定販売

### インディーズ
- 『Yeah!Yeah!Yeah!』(2013年3月6日)

　1.Yeah!Yeah!Yeah!

　2.ギミユラ（アルバムバージョン）

　3.カジキマグロ

　4.ゆびきりソング

　5.Kiss me again,coming back!

　6.愛の煙

　7.愚か者の鳴らす口笛にあわせて

- 『RHYTHM OF THE NIGHT WAVES.』(2014年10月8日)

　1.NO NO NO

　2.君はキュート

　3.漂流教室

　4.わたし 雨、台風。

　5.青春

　6.君にだけ聴かせるハートビート

- 『トゥー・マッチ・ラブ・ウィル・キル・ユー！』(2015年8月19日)

　1.トゥー・マッチ・ラブ・ウィル・キル・ユー！

　2.気まぐれ チューズデーガール

　3.トーストにビーフ スパイスにチーズ

- 『愛しのゾンビ〜ナ。』(2016年3月23日)

　1.愛しのゾンビ〜ナ。